# Robbie Basho
Robbie Basho   (Baltimore, 30 d'agost de 1940 - Berkeley, 28 de febrer de 1986) nascut com Daniel R. Robinson, Jr. va ser un guitarrista acústic, pianista i cantant estatunidenc.

## Biografia
Basho va néixer a Baltimore i va quedar orfe quan era un bebè. Adoptat per la família Robinson, Daniel Robinson, Jr. va assistir a escoles catòliques en l'Arxidiòcesi de Baltimore i es va preparar per a la universitat en St. James School, Maryland, una escola episcopal. Després va passar a estudiar en el College Park de la Universitat de Maryland. Encara que tocava el bombardí en la banda de l'escola secundària i cantava en conjunts de secundària i preparatòria, el seu interès per la guitarra acústica va créixer durant els seus anys universitaris, com a resultat directe de la seva amistat amb els seus companys d'estudis John Fahey, Ed Denson i Max Ochs. En 1959, Basho va comprar la seva primera guitarra i es va submergir en l'art i la cultura asiàtiques. Va ser per això que en aquesta època va canviar el seu nom a Basho, en honor al poeta japonès Matsuo Bashō. D'altra banda, el seu interès en la música índia va començar en escoltar a Ravi Shankar, a qui va conèixer en 1962.
Basho va veure la guitarra de cordes d'acer com un instrument de concert i va voler crear un sistema raga per als Estats Units. Durant una entrevista de ràdio en 1974, promocionant el seu àlbum Zarthus, Basho va explicar la seva música detalladament. Va descriure com havia passat per una sèrie de períodes relacionats amb la filosofia i la música, inclosos el japonès, l'hindú, l'iranià i el nadiu americà. Zarthus va representar la culminació del seu "període persa". Basho va afirmar el seu desig, juntament amb John Fahey i Leo Kottke, d'elevar la guitarra de cordes d'acer al nivell d'un instrument de concert. Va reconèixer que la guitarra clàssica era adequada per a "cançons d'amor", però la seva contrapart d'acer podia comunicar foc.
Basho va morir inesperadament a l'edat de 45 anys a causa d'un accident durant una visita al seu quiropràctic, on un experiment de fuetada cervical intencional va provocar la ruptura dels vasos sanguinis del seu coll, la qual cosa va provocar un vessament cerebral fatal.

## Estil de guitarra
La tècnica de tocar la guitarra amb els dits de Robbie Basho va estar fortament influenciada per la interpretació del sarod i els seus estudis amb el virtuós indi Ali Akbar Khan. Basho va usar afinacions obertes inusuals, incloses diverses variants en Do obert (CGCGCE), i va tocar una guitarra de 12 cordes per a recrear el brunzit característic de la música clàssica índia. Basho sovint usava maneres i escales orientals, però altres influències inclouen la música clàssica europea, el blues (en el seu període anterior) i balades dels Estats Units d'Amèrica.

## Renovació d'interès
En les dècades de 1970 i 1980, la contribució de Basho a la guitarra acústica de cordes d'acer va ser eclipsada per John Fahey, fundador de Takoma Rècords, així com l'aparició de Windham Hill Records i la seva llista de músics. Hi ha hagut un renovat interès en el seu treball des dels anys 2000, impulsat per les reedicions de Takoma, Tompkins Square i Grass-Tops Recording, així com pel llançament de concerts inèdits. Grass-Tops va heretar cintes que el guitarrista Glenn Jones havia conservat durant trenta anys.
Buck Curran de la banda de folk psicodèlic Arborea ha publicat dos àlbums, tribut a Robbie Basho, We Are All One in the Sun (2010) i Basket Full of Dragons (2016). Tots dos àlbums compten amb artistes contemporanis que reinterpreten el material de Basho i composicions originals inspirades en el seu estil.
El cineasta britànic Liam Barker va estrenar el documental Voice of the Eagle: The Enigma of Robbie Basho a Londres a l'octubre de 2015 en el Raindance Festival i la pel·lícula es va estrenar en el Roxie Theatre de San Francisco a l'abril de 2018. Va ser nominat per al Premi del Jurat en el Festival Internacional de Cinema de Santa Bàrbara . El documental rastreja la vida problemàtica de Basho amb material d'arxiu prèviament descobert i entrevistes amb Pete Townshend, William Ackerman, Alex de Grassi, Henry Kaiser, Glenn Jones, Country Joe McDonald, Steffen Basho-Junghans, Max Ochs i Richard Osborn.

## Discografia
Àlbums d'estudi
- The Seal of the Blue Lotus (Takoma, 1965)
- The Grail & the Lotus (Takoma, 1966)
- Basho Sings (Takoma, 1967)
- The Falconer's Arm I (Takoma, 1967)
- The Falconer's Arm II (Takoma, 1967)
- Venus in Cancer (Blue Thumb, 1969) remasteritzat per Tompkins Square
- Song of the Stallion (Takoma, 1971)
- The Voice of the Eagle (Vanguard, 1972)
- Zarthus (Vanguard, 1974)
- Visions of the Country (Windham Hill, 1978)
- Art of the Acoustic Steel String Guitar 6 & 12 (Windham Hill, 1979)
- Rainbow Thunder: Songs of the American West (Silver Label, 1981)
- Bouquet (Basho Productions, 1983)
- Twilight Peaks (Art of Relaxation, 1984)
- Songs of the Great Mystery (Real Gone, 2020) algunes pistes publicades en 2007 como Indian II

Àlbums en viu
- Bonn ist Supreme (Bo'Weavil, 2008)
- Art of the Acoustic Steel String Preview (Grass-Tops, 2014)
- Robbie Basho Live in Milwaukee – 1982 (Grass-Tops, 2015)
- Portrait of Basho as a Young Dragoon (Grass-Tops, 2015)
- Rocky Mountain Raga - Live from Elgin - 1981 (Grass-Tops, 2016)
- Robbie Basho Live at Folkstudio – 1982 (Grass-Tops, 2016)
- Robbie Basho Live in Forlì - 1982 (Topa Topa, 2016)
- Robbie Basho - Live in Forli, Ital

Àlbums recopilatoris
- Basho's Best, Vol. 1 (Basho, 1982)
- Guitar Soli (Takoma, 1996)
- Bashovia (Takoma, 2001)
- Song of the Avatars: The Lost Master Tapes (Tompkins Square, 2020)